# Arachis benthamii
Arachis benthamii es una especie de planta floral del género Arachis, categorizada en la tribu Dalbergieae, de la subfamilia Faboideae.

## Distribución
Especie nativa de Brasil. Crece en el bioma tropical.

## Taxonomía
Fue descrita por Handro y publicada en Arq. Bot. Estado São Paulo, n.s., f.m., 3: 179 (1958).
Sinónimos heterotípicos
- Arachis marginata f. submarginata Hoehne.[1]